# Malea pomum
Malea pomum (denominada, em inglês, Pacific grinning tun, apple grinning tun ou simplesmente grinning tun; este termo, "tun", traduzido para o português, significando "tonel" e relacionando-se com o gênero Tonna, estando junto a "grinning", cujo significado é "sorrindo") é uma espécie de molusco gastrópode, predadora e marinha, do Indo-Pacífico e ilhas do oeste do oceano Atlântico, pertencente à família Tonnidae da ordem Littorinimorpha, na subclasse Caenogastropoda; classificada por Carolus Linnaeus, em 1758; nomeada Buccinum pomum em sua obra Systema Naturae, com sua localidade-tipo na Indonésia (Sudeste Asiático).

## Descrição da concha e hábitos
Concha inflada, globosa-ovalada, sólida e brilhante, com espiral baixa, podendo atingir até 9 centímetros de comprimento, mas normalmente atingindo 6 centímetros; dotada de grande volta terminal e abertura ligeiramente estreita, além de apresentar tonalidade geralmente castanha a alaranjada e com manchas mais claras, alongadas; com suturas (junções entre as voltas de sua espiral) rasas; dotada de um relevo muito esculpido de chanfraduras, ou cordões grossos, em espiral, mas não possuindo varizes. Columela ligeiramente escavada; abaixo dela há uma dobra retorcida e irregular; acima, há quatro a cinco pequenas dobras. Abertura com lábio externo espesso, engrossado e fortemente dentado. Canal sifonal curto, resumindo-se a uma ondulação. Opérculo apenas na fase jovem. Protoconcha bastante grande.

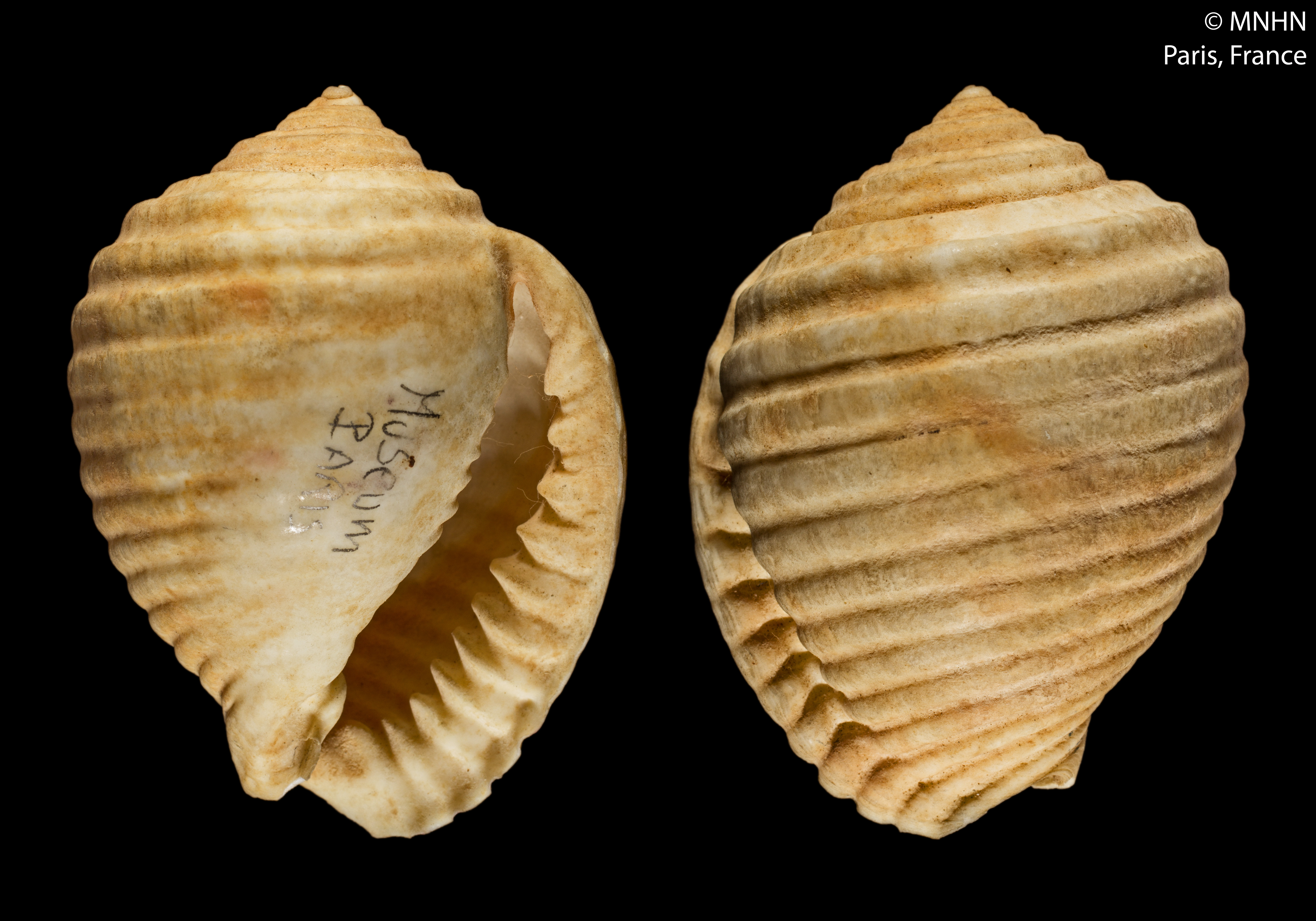
Duas vistas da concha do parátipo de M. pomum, coletada no Atol das Rocas, região Nordeste do Brasil; espécime da coleção do Museu Nacional de História Natural, Paris.

É encontrada em águas da zona nerítica, principalmente em áreas com areia entre 5 e 30 metros de profundidade; coletada acidentalmente em armadilhas para peixes e redes de arrasto, ou suas conchas encontradas nas praias.

## Distribuição geográfica
Malea pomum ocorre no Indo-Pacífico, entre Moçambique, Madagáscar, Maurícia e o Mar Vermelho, passando pela China e Sudeste Asiático até a Austrália, Nova Zelândia e Havaí. No oeste do oceano Atlântico ela ocorre nas ilhas da costa brasileira, em Fernando de Noronha, Atol das Rocas e Trindade; onde fora descoberta, em 1969, e recebera a denominação de Malea noronhensis, posteriormente considerada um sinônimo.